# Metà acqua, metà fuoco
Metà acqua, metà fuoco (一半是火焰，一半是海水 Yi Ban Shi Huo Yan, Yi Ban Shi Hai Shui) è un romanzo di Wang Shuo. È stato pubblicato in Italia da Mondadori.
L'opera si focalizza sulla vita del delinquente Zhang Ming senza esprimere giudizi morali sulla sua condotta, ponendosi come esempio di riferimento per la letteratura cinese "dei teppisti" (pizi wenxue).

## Trama
Zhang Ming vive una vita di lusso e ricatti, fingendosi all'occorrenza un poliziotto e multando per prostituzione i clienti delle giovani che assieme a lui e al suo “collega” Fang Fang formano una piccola organizzazione a delinquere. Un giorno incontra la bella studentessa di Lettere Wu Di e, anche se inizialmente convinto di desiderare da questa solo un'avventura romantica, Zhang Ming finisce per ricambiare la profonda infatuazione della giovane.
Nonostante i tentativi i lei per fargli condurre una vita onesta, Zhang Ming continua con la sua occupazione illecita e, scoperto dalla studentessa a letto assieme ad una sua “collaboratrice", viene da questa lasciato. Ma Wu Di, incapace di dimenticare l'ex, per ripicca entra anche lei nel giro della prostituzione e del ricatto: non più amanti, i due si ritrovano comunque a lavorare assieme finché una retata un giorno non porta fine al traffico illegale.
Zhang Ming viene condannato alla rieducazione in carcere mentre Wu Di, ancora profondamente innamorata del giovane uomo, finisce per suicidarsi ben prima di essere arrestata, in preda alla depressione. Una volta uscito con libertà vigilata, Zhang Ming viene a sapere delle sorti della ex e, in preda al rimorso e ai sensi di colpa, passa intere giornate in preda alle allucinazioni.
Viste le precarie condizioni psichiche del pregiudicato, lo stesso poliziotto incaricato della sua sorveglianza gli suggerisce di partire e rifarsi una nuova vita. Lasciata Pechino e spostatosi verso il Sud e la costa, Zhang Ming soggiorna in nell'isola del Mare Orientale, il paese del Buddha Haitian, meta di pellegrinaggi ed escursioni naturalistiche. Lì conosce Hu Yi, anch'ella studentessa di lettere e, sebbene temprato ed immelanconito dalle esperienze passate, finisce coll'innamorarsi della giovane.
Questa, con i suoi atteggiamenti sfrontati e sprezzanti delle regole, sembra ricambiarlo. Ma alla fine tutto si rivela una cotta passeggera ed un equivoco provocato dalla civetteria della ragazza; tuttavia, a causa della sua aria smaliziata, questa finisce per attirare l'attenzione di due giovani sedicenti scrittori e lei, lusingata dalle loro attenzioni, nonostante le raccomandazioni di Zhang Ming, finisce per accompagnarsi sola ai due ragazzi.
Ritrovatala in lacrime, Zhang Ming le suggerisce di dimenticarsi del fattaccio accadutole e ritornare a casa, dove ha ancora tutta la vita davanti. A lui, separatosi teneramente da lei, non rimane che farsi da sé giustizia, assalendo con un coltello i due adescatori e, arrestati dalla polizia, segnalarli come due stupratori.
Terminata così la vacanza dolceamara sull'isola, Zhang Ming torna a Pechino, pieno di nuove speranze e col cuore più leggero.

## Personaggi
- Zhang Ming: protagonista e “cattivo ragazzo”. Dopo aver lavorato a lungo estorcendo soldi agli uomini adescati dalle ragazze dell'organizzazione, finisce per desiderare una vita tranquilla ed onesta. Suo grande amore è la studentessa Wu Di, di cui non subito comprende il grande amore e l'attrazione reciproca. Alla fine, senza riuscire a fare a meno della violenza, riesce comunque a portare un po' di giustizia nella sfortunata avventura di Hu Yi.
- Wu Di: studentessa di letteratura inglese. Conosciuto per caso Zhang Ming, ignora gli avvertimenti dello stesso ragazzo circa la sua cattiva influenza e la sua vita nell'illegalità. Fiduciosa fino all'ultimo di poter cambiare Zhang Ming, il suo cuore si spezza nel momento in cui lo sorprende insieme a Ya Hong. Da allora si vende al mondo della prostituzione, poi, incapace di dimenticare i giorni felici trascorsi con l'ex finisce per tagliarsi le vene.
- Fang Fang: stretto collaboratore ed amico di Zhang Ming. Assieme i due si fingono poliziotti per estorcere denaro agli uomini che hanno richiesto i servizi delle ragazze dell'organizzazione.
- Ya Hong: bella collaboratrice di Zhang Ming e prostituta. Trascorre le proprie notti con Fang Fang o Zhang Ming senza alcuna remora.
- Hu Yi: studentessa di letteratura inglese. Desiderosa di emancipazione ed avventura, ha lasciato la casa paterna sfidando l'autorità dei genitori per andare a studiare da sola. Affascinata dall'aria da “cattivo ragazzo” di Zhang Ming si diverte a stuzzicarlo e a sedurlo.

## Edizioni
- Whang Shuo, Metà acqua, metà fuoco, traduzione di Rosa Lombardi, Milano, Mondadori, 1999, ISBN 978-88-04-45834-0.